# Juan Antonio Martínez Camino
Juan Antonio Martínez Camino (Marcenado, Siero, Asturias, 9 de enero de 1953) es un sacerdote jesuita español, nombrado obispo auxiliar de la archidiócesis de Madrid y titular de Begastri el 17 de noviembre de 2007. 
Sus diez años como secretario y portavoz de la Conferencia Episcopal Española, de 2003 a 2013, en los que tuvieron lugar importantes acontecimientos para la Iglesia católica española, como la celebración en Madrid de la Jornada Mundial de la Juventud 2011, la beatificación en Tarragona de 522 mártires de la guerra civil española o la presentación de la Biblia patrocinada por la propia Conferencia Episcopal, le proporcionaron una notable proyección pública, marcada en ocasiones también por la polémica, en particular en su relación con el gobierno de José Luis Rodríguez Zapatero, con el que se enfrentó en temas como el matrimonio homosexual, la nueva ley del aborto, y la enseñanza de la religión en la etapa de la educación obligatoria, aspecto en el que también chocó con el gobierno posterior del Partido Popular y su ministro de Educación, José Ignacio Wert.

## Biografía

### Primeros años y formación
Nació el 9 de enero de 1953 en Marcenado (Siero, Asturias). 
Cursó el bachillerato en el Seminario Menor Pontificio de Comillas en Cantabria y se licenció en Filosofía y Letras por la Universidad de Valladolid, en 1976. Ingresó en el noviciado de la Compañía de Jesús el 16 de octubre de 1974 e inició los estudios de Teología en la Universidad Pontificia Comillas de Madrid, doctorándose en 1990 en la Facultad de Filosofía y Teología Sankt Georgen, Fráncfort, con una tesis sobre El problema de la teología natural en W. Pannenberg y E. Jüngel. 

### Sacerdocio
El 24 de mayo de 1980 recibió la ordenación sacerdotal de manos de José Delicado Baeza, arzobispo de Valladolid.
Tras su ordenación sacerdotal y hasta la primera elección en 2003 como secretario general y portavoz de la Conferencia Episcopal, fue rector del Teologado de la provincia de León de la Compañía de Jesús, profesor de Teología Dogmática en la Universidad Pontificia Comillas y director del Secretariado de la Comisión Episcopal para la Doctrina de la Fe entre 1993 y 2001. En 2001 pasó brevemente a Roma para trabajar en la facultad de Teología de la Universidad Gregoriana.
En junio de 2003, siendo todavía sacerdote y sin derecho a voto, fue elegido secretario general de la Conferencia Episcopal Española, asumiendo también el oficio de portavoz. Aunque en algunos medios apareció que esta elección ocurrió sin el plácet de sus superiores en la Compañía de Jesús, de la que se encontraba en situación de «legalmente ausente», adquirida tras una permanencia de catorce meses en el monasterio trapense de Dueñas, el prepósito general de la Compañía de Jesús, máxima autoridad de la institución, afirmó que «si la Conferencia Episcopal de un país piensa que un determinado jesuita es la persona adecuada para desempeñar ese cargo, la Compañía lo considera como un servicio más a la Iglesia local», del mismo modo que en otros países, como Alemania y Holanda, sendos jesuitas desempeñaban esa función en aquel momento.
El 15 de febrero de 2006 tomó posesión como Académico de Número de la Sección de Teología, medalla nº 1, de la Real Academia de Doctores de España. El discurso de ingreso versó sobre Jesús de Nazaret, el Cristo en la fe de la Iglesia. En homenaje al Cardenal Alois Grillmeier.

### Episcopado
El 17 de noviembre de 2007 recibió el nombramiento de obispo auxiliar de la archidiócesis de Madrid por bula de Benedicto XVI, siéndole asignada la sede titular de Begastri (Cehegín), lo que le convertía en el primer jesuita en ocupar una sede episcopal en España. El 19 de enero de 2008 recibió la ordenación episcopal de manos del arzobispo de Madrid, cardenal Antonio María Rouco Varela, en la Catedral de Santa María la Real de la Almudena. La aceptación del cargo de obispo, opuesta a la cautela ignaciana que obliga a los miembros de la Compañía de Jesús a renunciar a los cargos eclesiásticos salvo en tierra de misiones, se justificaría por el cuarto voto de obediencia especial al papa que tienen los jesuitas profesos, en virtud del cual se han dado precedentes en la historia como el de san Roberto Belarmino.
En la Conferencia Episcopal Española es, desde marzo de 2020, presidente de la Subcomisión Episcopal para las Universidades y la Cultura. Desde abril de 2022 es el obispo delegado de la CEE para la COMECE. Anteriormente ha sido Secretario general y portavoz de la CEE (2003 a 2013); miembro de la Comisión Episcopal de Relaciones Interconfesionales (2014-2017); miembro de la Comisión Episcopal para la Doctrina de la Fe (2017-2020) y sustituto del representante de la CEE para la COMECE (2018-2022).
Es defensor de la misa bajo el rito extraordinario la cual ha celebrado varias veces

## Obras
Juan Antonio Martínez Camino es académico de número de la Real Academia de Doctores de España, sección 1ª, Teología. Su discurso de toma de posesión, leído el 15 de febrero de 2006, tuvo por tema «Jesús de Nazaret, el Cristo en la fe de la Iglesia. En homenaje al cardenal Alois Grillmeier». Catedrático de Teología Sistemática en la facultad de Teología San Dámaso de Madrid, ha publicado obras de su especialidad entre las que pueden mencionarse:
- Recibir la libertad. Dos propuestas de fundamentación de la teología en la modernidad: W. Pannenberg y E. Jüngel (Madrid 1992)
- ¿Qué pasa por fabricar hombres? Clonación, reproducción artificial y antropología cristiana (Bilbao 2000; 3ª ed. 2002)
- Teología breve al filo de los días (Salamanca 2002)
- Evangelizar la cultura de la libertad (Madrid 2002)
- Mi Rafael. El Beato Rafael Arnáiz, según el Padre Teófilo Sandoval, su confesor, intérprete y editor (Bilbao 2003; 2ª ed. 2009)
- Jesús de Nazaret. La verdad de su historia (Madrid 2006; 4ª ed. 2010)
- Ejercicios Espirituales con el Hermano Rafael. Textos de San Rafael Arnáiz Barón como realización viva de los "Ejercicios" de San Ignacio de Loyola (Madrid 2009; 3ª ed. 2018)
- Don Lázaro. Sacerdote y mártir de Cristo en Asturias (1872-1936) (Madrid 2011)
- Con tres papas. Teología breve al filo de los días (Madrid 2014)
- Testigos. Para evangelizar la cultura de la libertad (Madrid 2015)
- (Ed.), Víctimas y mártires. Aproximación histórica y teológica al siglo XX (Madrid 2017)
- La Almudena, catedral viva. Vida de la Iglesia en Madrid reflejada en su primer templo (Madrid 2020)
- (Ed.), La fe en tiempos de pandemia. De la utopía a la esperanza (Madrid 2021)